# Chrysops maximus
Chrysops maximus är en tvåvingeart som beskrevs av Krober 1929. Chrysops maximus ingår i släktet Chrysops och familjen bromsar. Inga underarter finns listade i Catalogue of Life.